# Квантик
«Квантик» — ежемесячный научно-познавательный журнал для школьников. Создан при поддержке Московского центра непрерывного математического образования.

## Направленность журнала
«Квантик» ориентирован на школьников 4—8 классов. На страницах журнала рассказывается об окружающем мире и разных сюжетах учебного характера. Материал дополняется большим количеством иллюстраций.

## Рубрики

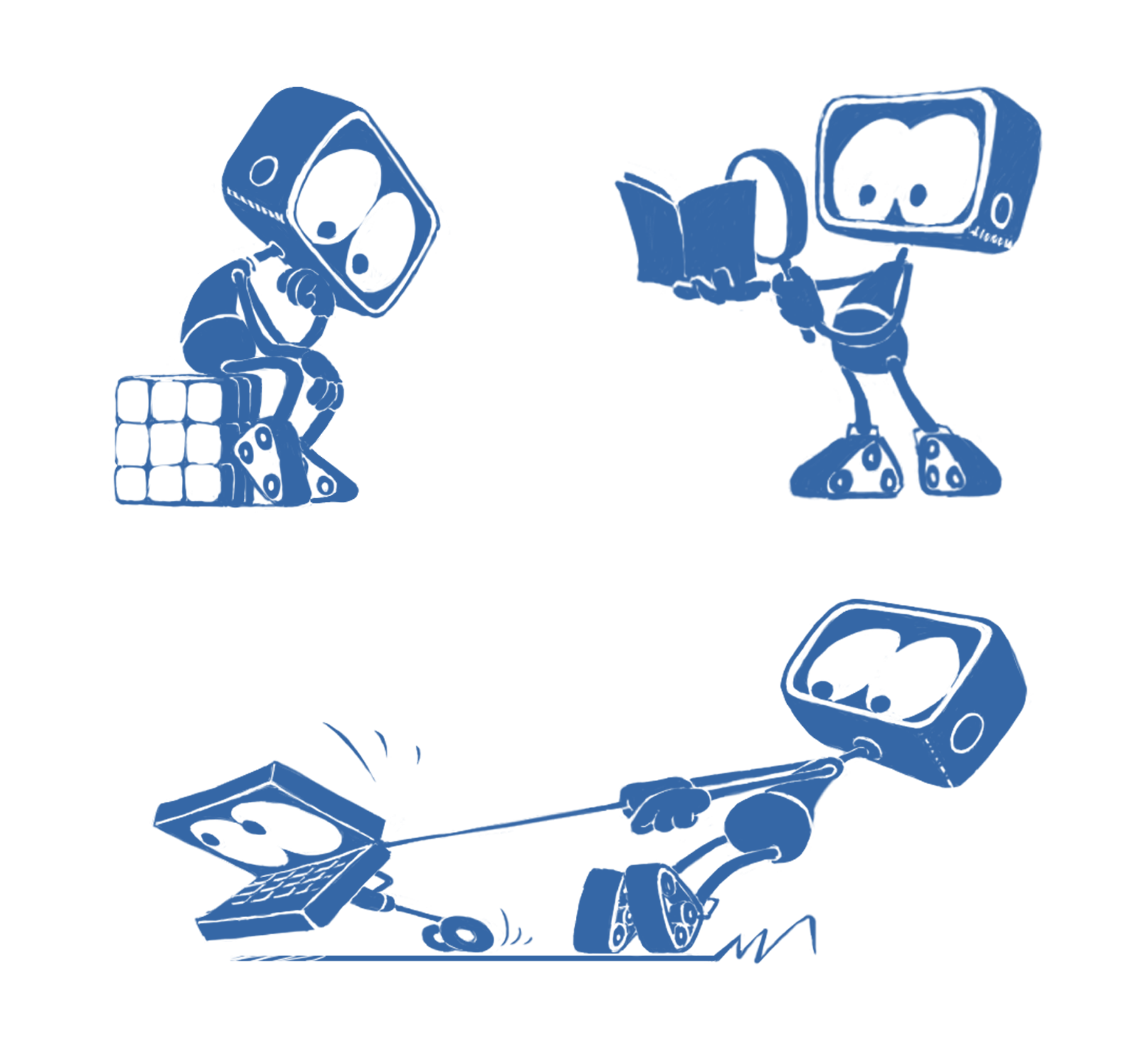
Миниатюры с Квантиком

В журнале публикуются учебные и занимательные статьи по математике, лингвистике, физике, другим естественным наукам.
Кроме того есть специальные рубрики:
- Оглянись вокруг — применение школьных знаний в окружающем мире
- Опыты и эксперименты
- Задачи в картинках
- Олимпиады — материалы с школьных олимпиад по лингвистике и математике
- Своими руками — самостоятельное изготовление иллюстраций к различным физическим и математическим утверждениям
- Конкурс — задачный конкурс по решению задач[4]
- Математические сказки — сказочные герои решают математические задачи

## Награды
Всероссийская премия «За верность науке» 2017. Номинация: «Лучший детский проект о науке»